# 元朗墟

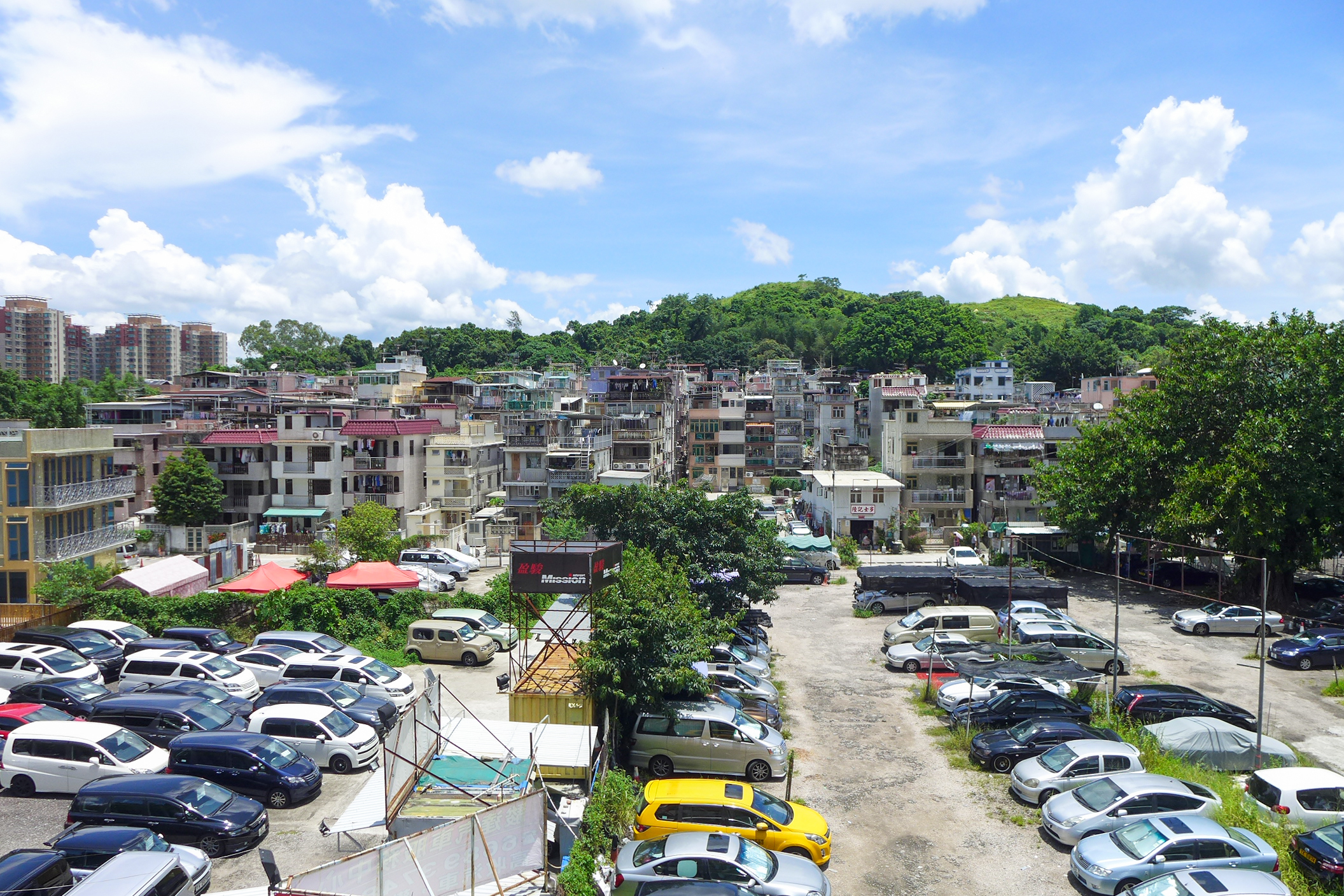
元朗旧墟・東頭村

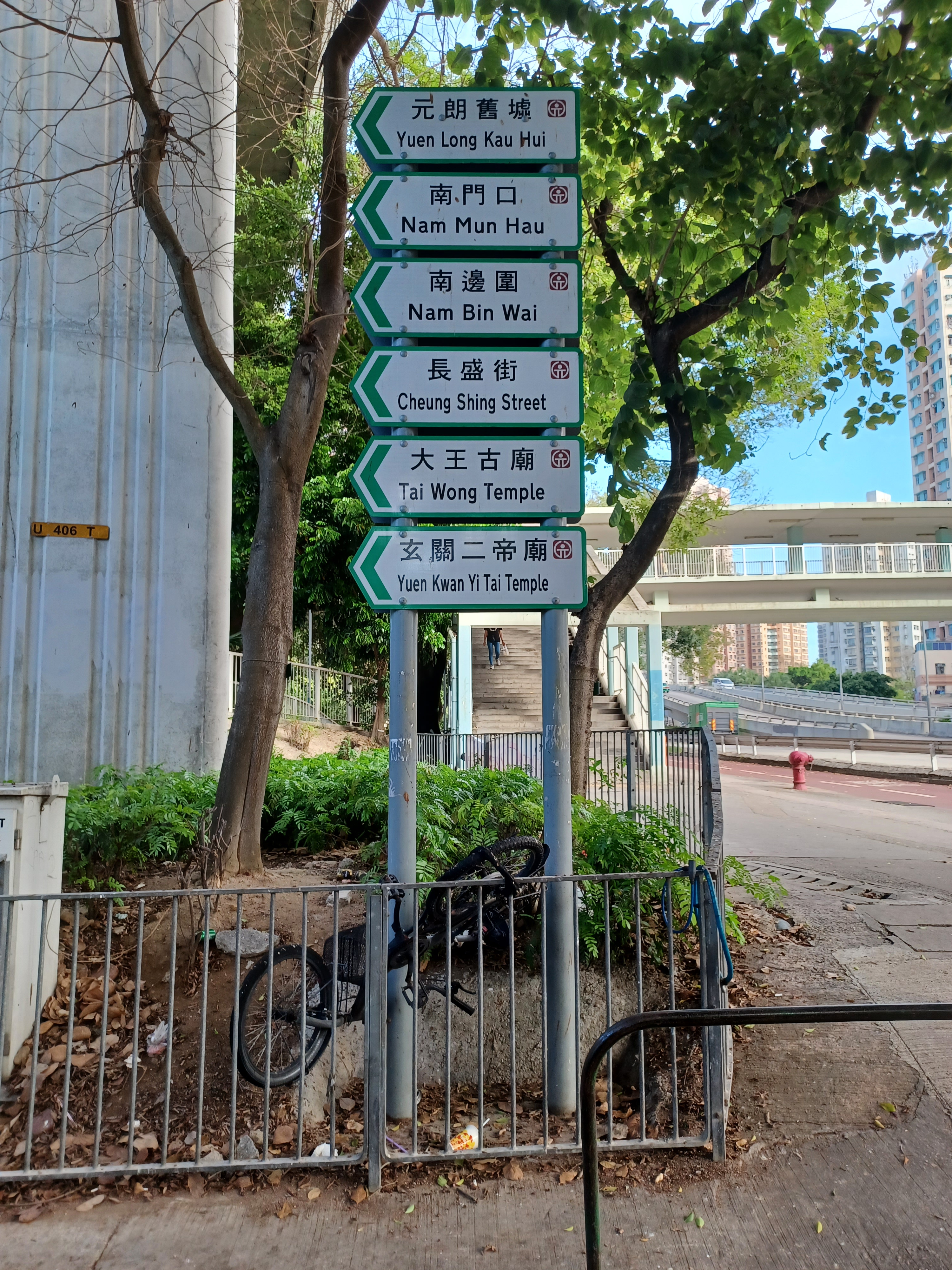
元朗旧墟の街路名標識

元朗墟（げんろうきょ/ユンロンきょ、イェール式広東語: Yùhn lóhng hēui、英語: Yuen Long Hui; 1960年前はUn Long Hui）は香港新界元朗区にある歴史的な墟市（定期市から発展した市街地）であり、元朗旧墟（中国語: 元朗舊墟; イェール式広東語: Yùhn lóhng gauh hēui、英語: Yuen Long Kau Hui）および元朗新墟（イェール式広東語: Yùhn lóhng sān hēui、英語: Yuen Long San Hui）に分かれる。元朗旧墟は元朗市中心の北東縁に位置し、現在は十八郷郷事委員会の構成村の一つである。元朗新墟は水車館街一帯を指し、のちに拡張されて現在の元朗市となり、元朗市中心の心臓部として最も繁華な区画となっている。

## 歴史

### 大橋墩墟
古くは「墟」または「集」とは、農民が農作物を売買する中心地であった。清嘉慶二十四年（1819年）版『新安県志』によれば、元朗には「大橋墩墟」という名の墟市があり、「圓朗墟」とも称されたが、その位置は不詳であり、元朗河口の西岸、大橋村、あるいは大旗嶺にあった可能性がある。大橋墩墟は遷界令により荒廃し、一度は衰退した。

### 元朗旧墟
康熙八年（1669年）、清朝は遷界令を撤廃し、同年、錦田の進士鄧文蔚が封地を得て墟市を設立した。鄧氏は大橋墩墟を西辺囲と南辺囲の間に移し、これが現在「元朗旧墟」と呼ばれる場所である。大樹下天后廟に現存する、咸豊六年（1856年）に刻まれた「重修天后古廟碑」にも、「清康熙八年に、大橋墩市場は元朗に移った（中国語: 清康熙八年大橋墩市場改遷元朗）」と記録されている。元朗墟の墟主（所有者）は、錦田泰康囲鄧氏・鄧文蔚の家系のひとつ「光裕堂」であった。
元朗墟は、錦田・屏山一帯の農産物集散地であった。場内には長盛街、利益街、酒街という三本の主要な通りがあり、東門口と南門口の二つの出入口が設けられていた。各種の業種の店舗が並び、合計で102軒の店があった。毎月の墟期（市日）は、三、六、九の日、すなわち農暦の初三、初六、初九、十三、十六、十九、二十三、二十六、二十九日であり、取引に利用される公秤（共用の秤）が設けられ、その使用料からなる収益は「光裕堂」に帰属した。
20世紀初期、元朗の発展が進むにつれて、元朗涌（旧称「水門頭」）の河床が土砂で埋まると内陸からの貨物は水運が使えなくなり、青山湾碼頭で荷下ろしした後、陸路で元朗墟まで運ばれるようになった。そのため、1915年に元朗新墟が建設されて以降、元朗「旧」墟は徐々に衰退していった。現在、元朗旧墟の長盛街には多くの古い建物が残されており、「満清一条街」と呼ばれている。
2021年6月の香港の豪雨の後、同益桟に隣接する古建築の一棟でバルコニーが突然崩落したが、負傷者はいなかった。

### 元朗新墟
20世紀初期、元朗の発展に伴い、旧墟の場所では対応しきれなくなった。八郷、十八郷、屏山の住民の間では、村民が商売をするたびに地代を納めなければならず、公平な取引が行えないことから、旧墟の土地権利や商取引を壟断する名族・鄧氏への不満が広がっていた。そのため、戴鉅臣、鄧英生、伍醒遲、梁惠戴、鄧可光、黎翌才、易贊臣らが新たに市場を建設することを提案し、1株2元で1万株を募り、「合益公司」を設立して新たな市場を建設し、1915年に旧墟南西にあたる場所に完成した。元朗新墟は新しく建設された青山公路（元朗段）に隣接しており、「五合街」と総称される合益街、合発街、合成街、合和街、合和後街の5つの街路と、94棟の2〜3階建ての建物からなる街区からなっていた。当時、各建物の価格は約750元で、1階は店舗、上階は倉庫、工場、住宅として使用された。新墟は合益公司によって管理され、年間の地代は当初1元だったが、後に5元に引き上げられた。さらに、新墟には露店用の空き地も設けられ、露天商は墟期（旧墟と同じ三、六、九）に市場で販売するために2仙の料金を支払う必要があった。また、合益公司の所有する公秤も設けられ、入札制で商人に運営が委託された。当時、新墟では穀物が最大の取扱商品であり、墟場中央には屋根付きの「大穀亭」が建設され、住民の売買に利用された。現在の「谷亭街」はこの建物の名前に由来している。新墟は広大な敷地を有し、旧墟よりも人気を集めたため、旧墟は次第に衰退していった。
1930年代から第二次世界大戦前後にかけて新墟は繁栄し、一時は新界西北部の元朗平原で最大かつ著名な墟市となった。その後、1970年代に政府が元朗の大規模な開発を推進したことに伴い、元朗新墟は次第に元朗市中心としての役割を果たすようになり、元朗ニュータウンとの一体化が進んだ。そして1984年4月には完全に取り壊された。

## 満清一条街
元朗旧墟には清代以来の歴史的建造物が数多く残されており、以下の建築物は香港政府古物古蹟弁事処により評級（等級）が提案されている：
| 名称          | 評級 | 建築年       | 備考                                                              |
| ------------- | ---- | ------------ | ----------------------------------------------------------------- |
| 同益桟        | Ⅰ    | 1899年以前   | 利益街20号Aおよび21号。香港に現存する唯一の清代の客桟（旅館）建築 |
| 晋源押        | Ⅰ    | 1910年代     | 長盛街72号。香港に現存する最古の押鋪（質屋）建築                  |
| 大王廟        | Ⅰ    | 康熙年間     | 洪聖王および楊侯公を祀る。元朗旧墟の政治と信仰の中心              |
| 玄関二帝廟    | Ⅰ    | 1714年       | 玄天上帝と関帝を祀る                                              |
| 利益街12号    | Ⅱ    | 1900年以前   |                                                                   |
| 利益街31号    | Ⅱ    | 1900年以前   |                                                                   |
| 利益街47号    | Ⅱ    | 1900年以前   |                                                                   |
| 利益街24号    | Ⅱ    | 1900年以前   |                                                                   |
| 利益街27号    | Ⅱ    | 1900年以前   |                                                                   |
| 利益街14号    | Ⅲ    | 1900年以前   |                                                                   |
| 南門口33-35号 | Ⅲ    | 1920年代     |                                                                   |
| 長益街23号    | Ⅲ    | 1910年代以前 |                                                                   |

## 関連する街道
新墟
- （旧）合益路
- 谷亭街
- 元朗東堤街
- 西堤街
- 水車館街
- 水車館里
- 元朗泰衡街
- 元朗泰祥街
- 泰豊街
- 泰利街

旧墟
- 長盛街
- 西渓路
- 鈞楽里
- 利益街
- 酒街
- 五和路
- 元朗旧墟路

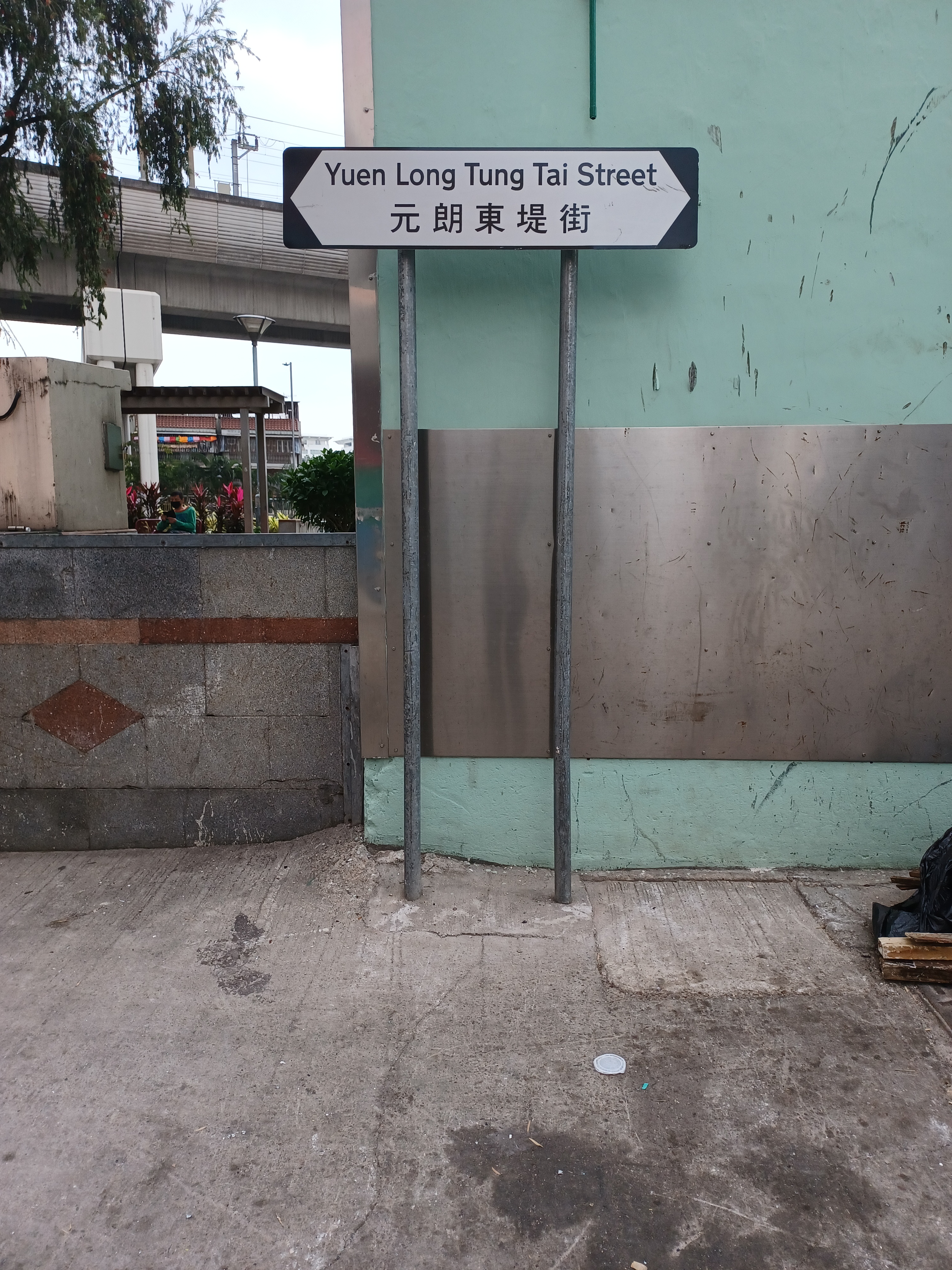
元朗東堤街の街路名標識（2022年1月）
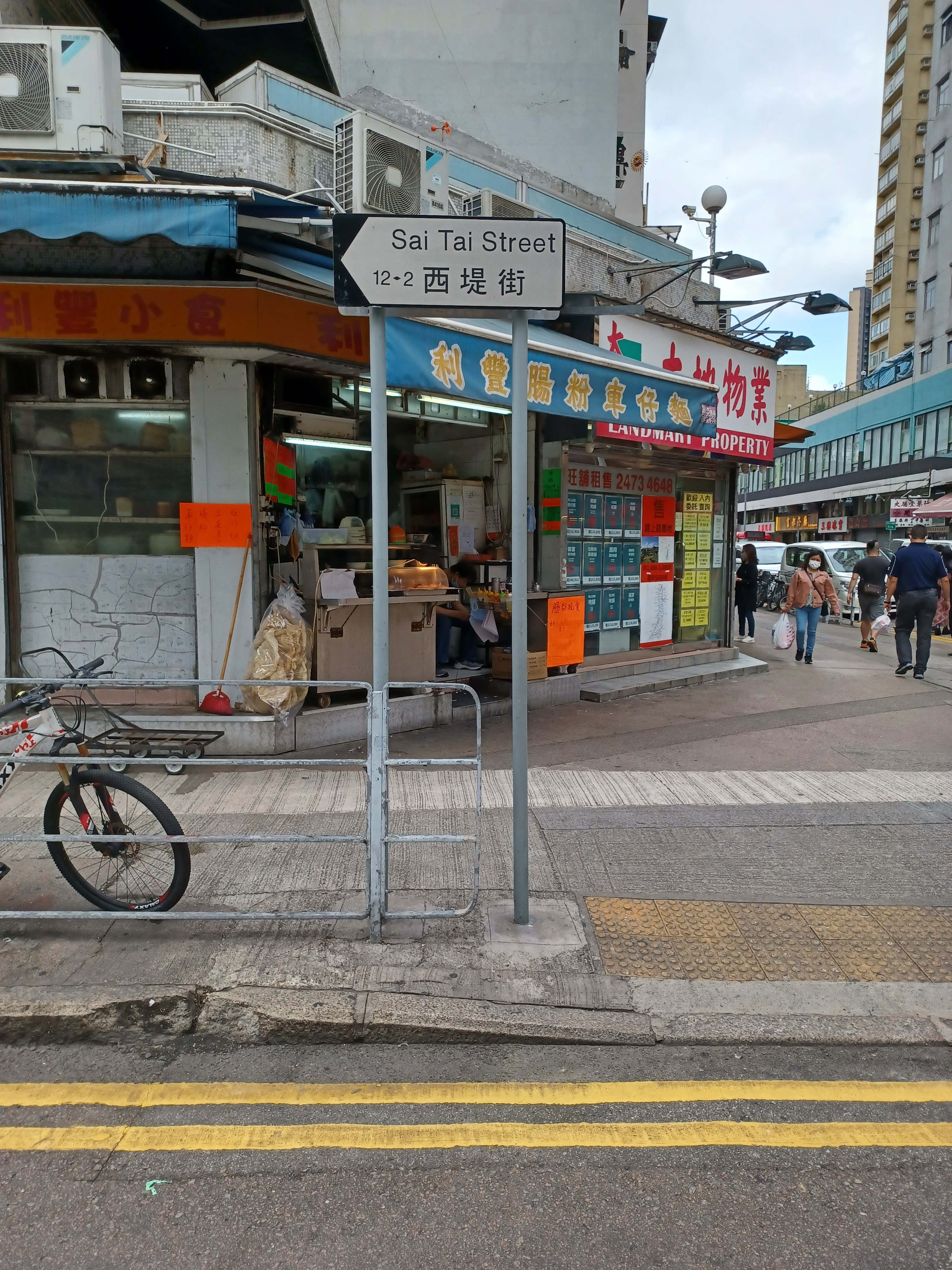
西堤街の街路名標識（2022年3月）
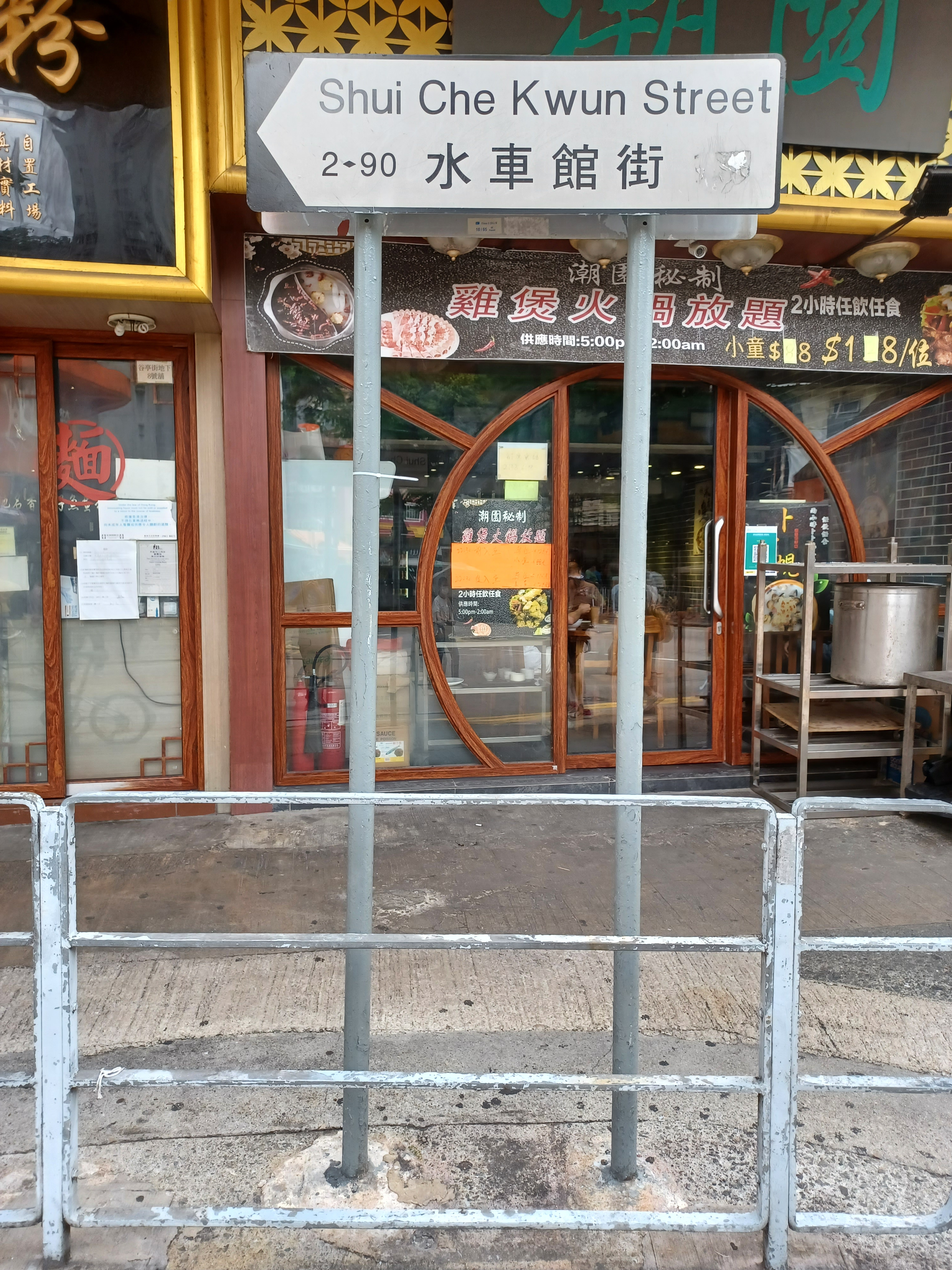
水車館街の街路名標識（2021年8月）
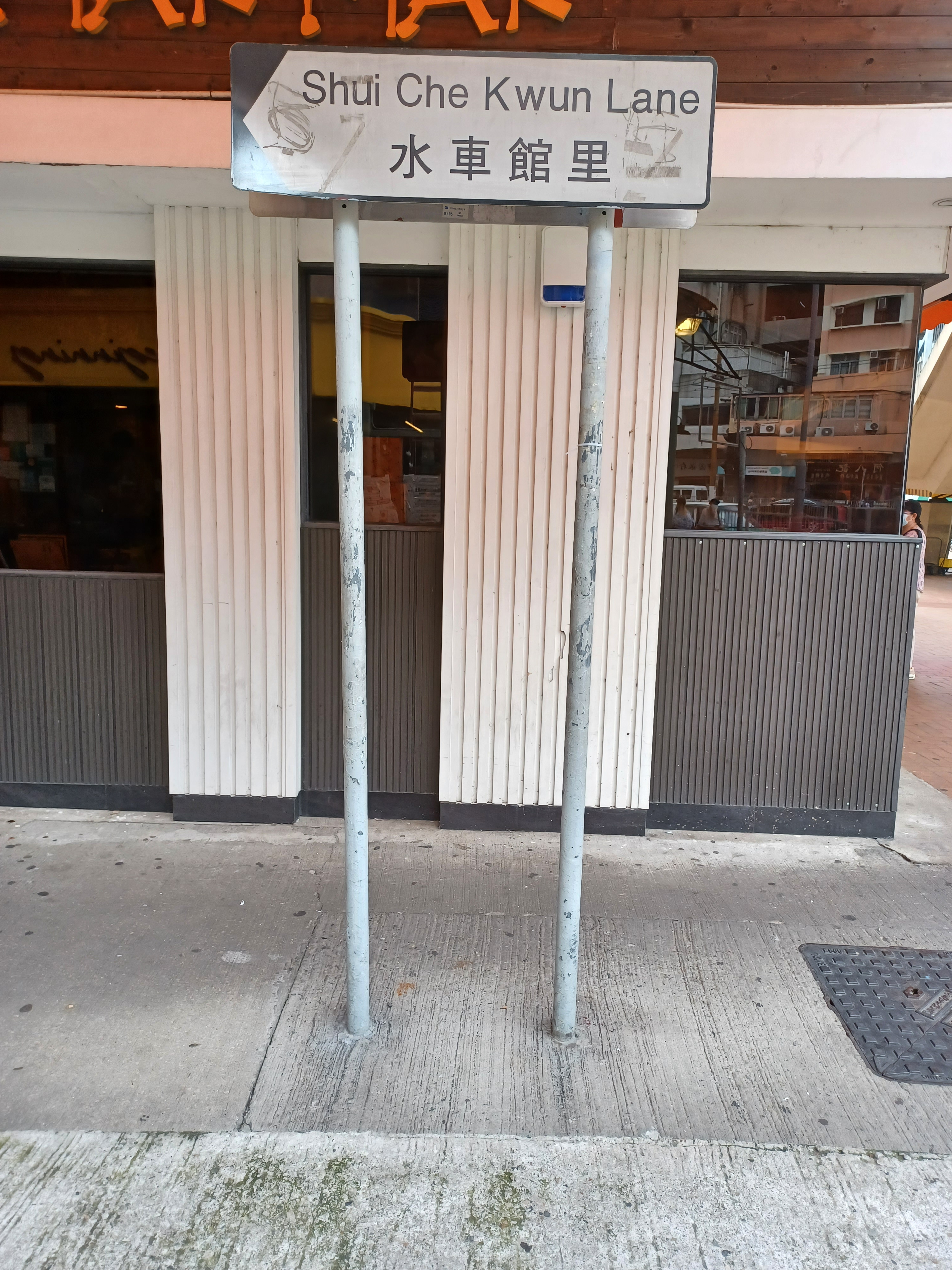
水車館里の街路名標識（2021年8月）
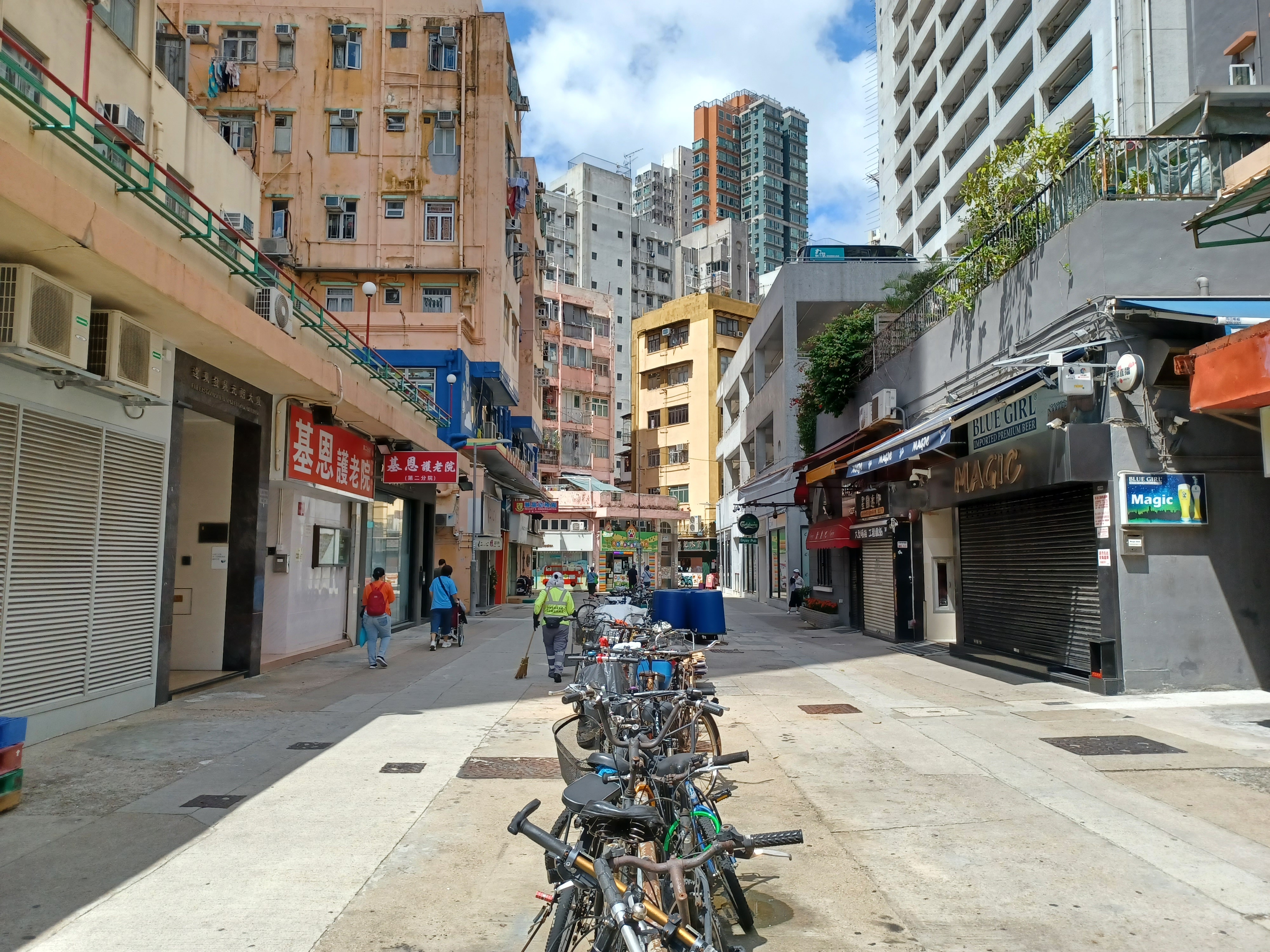
水車館里（2022年6月）
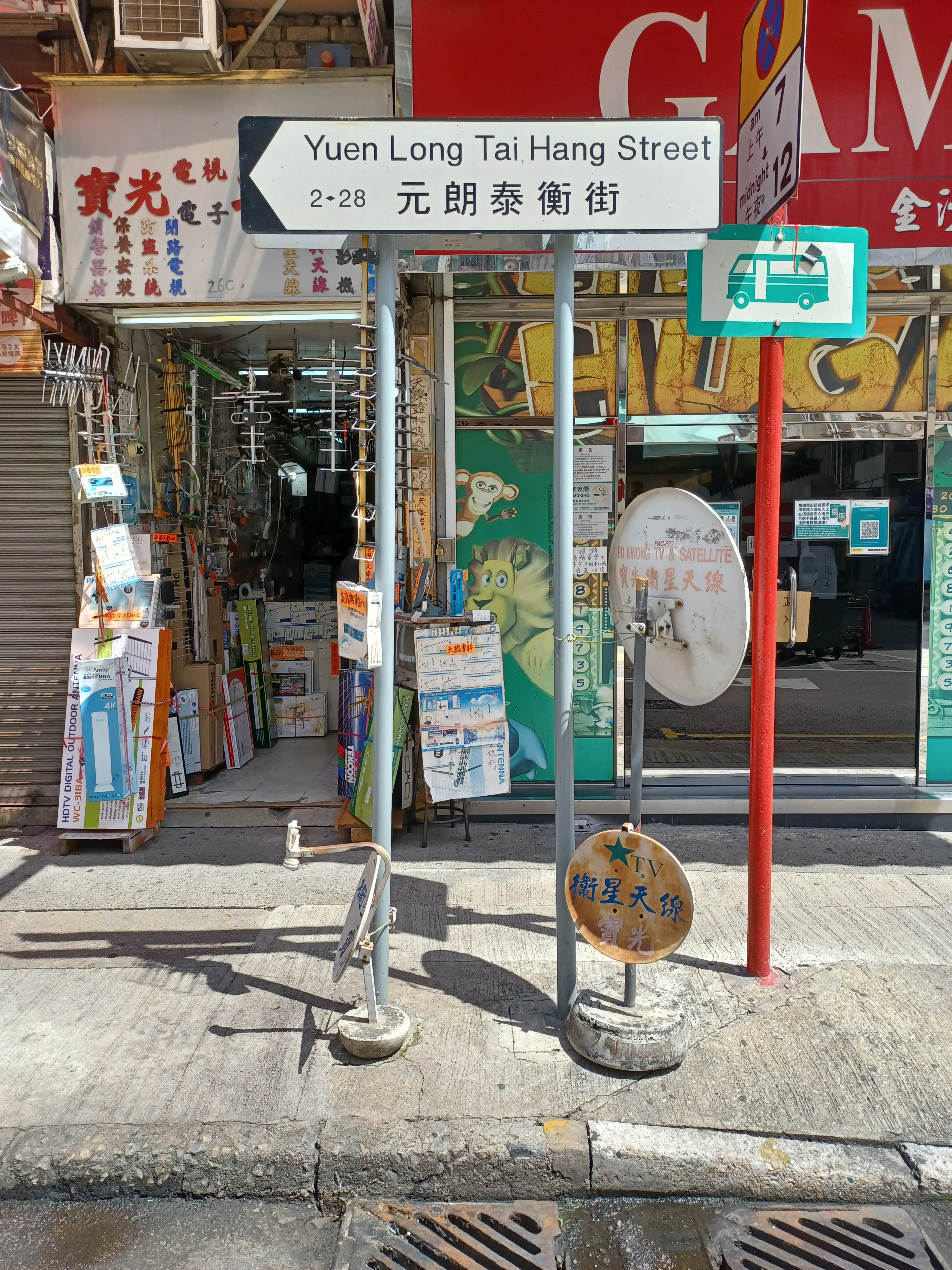
元朗泰衡の街路名標識
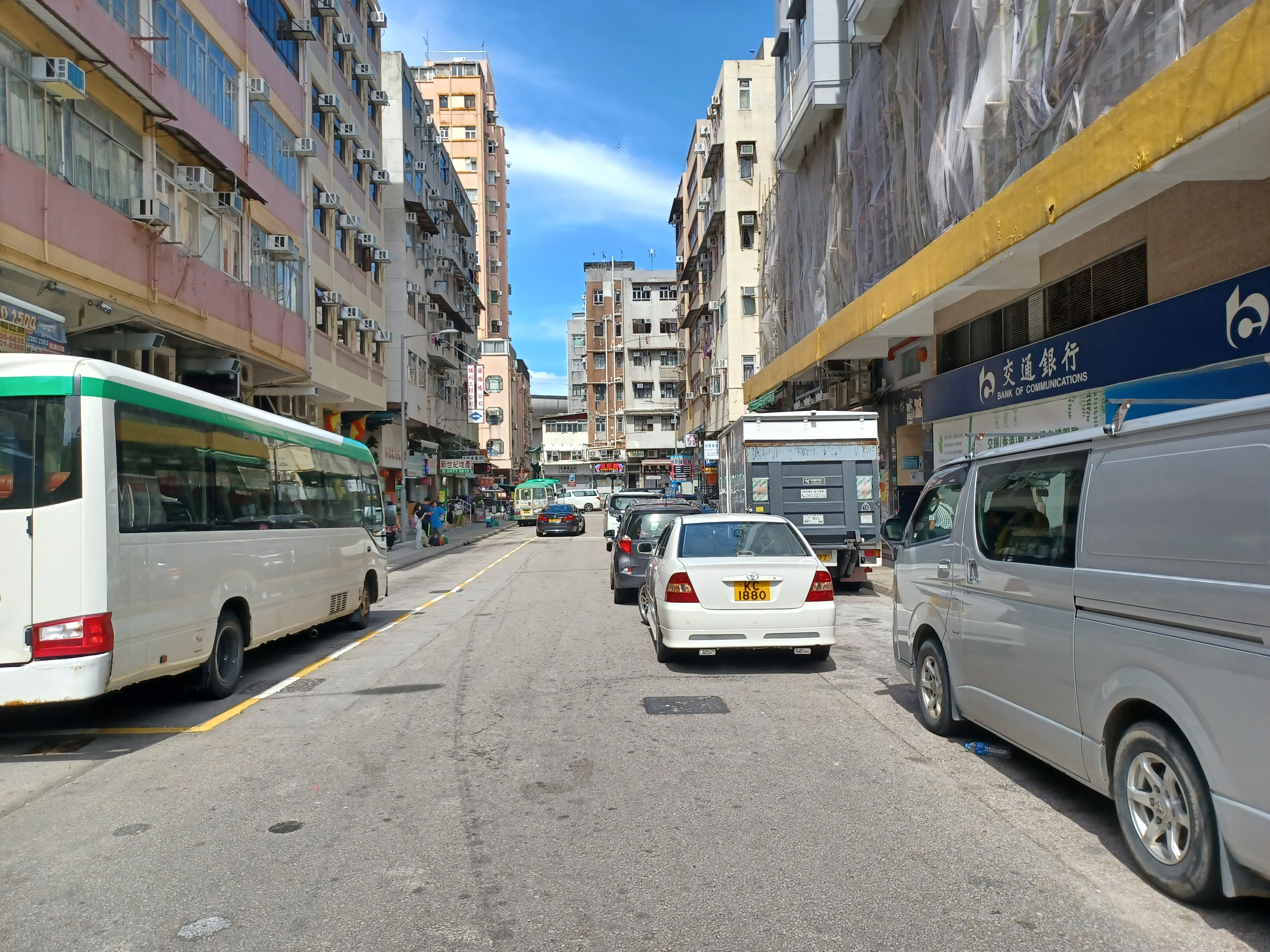
泰豊街
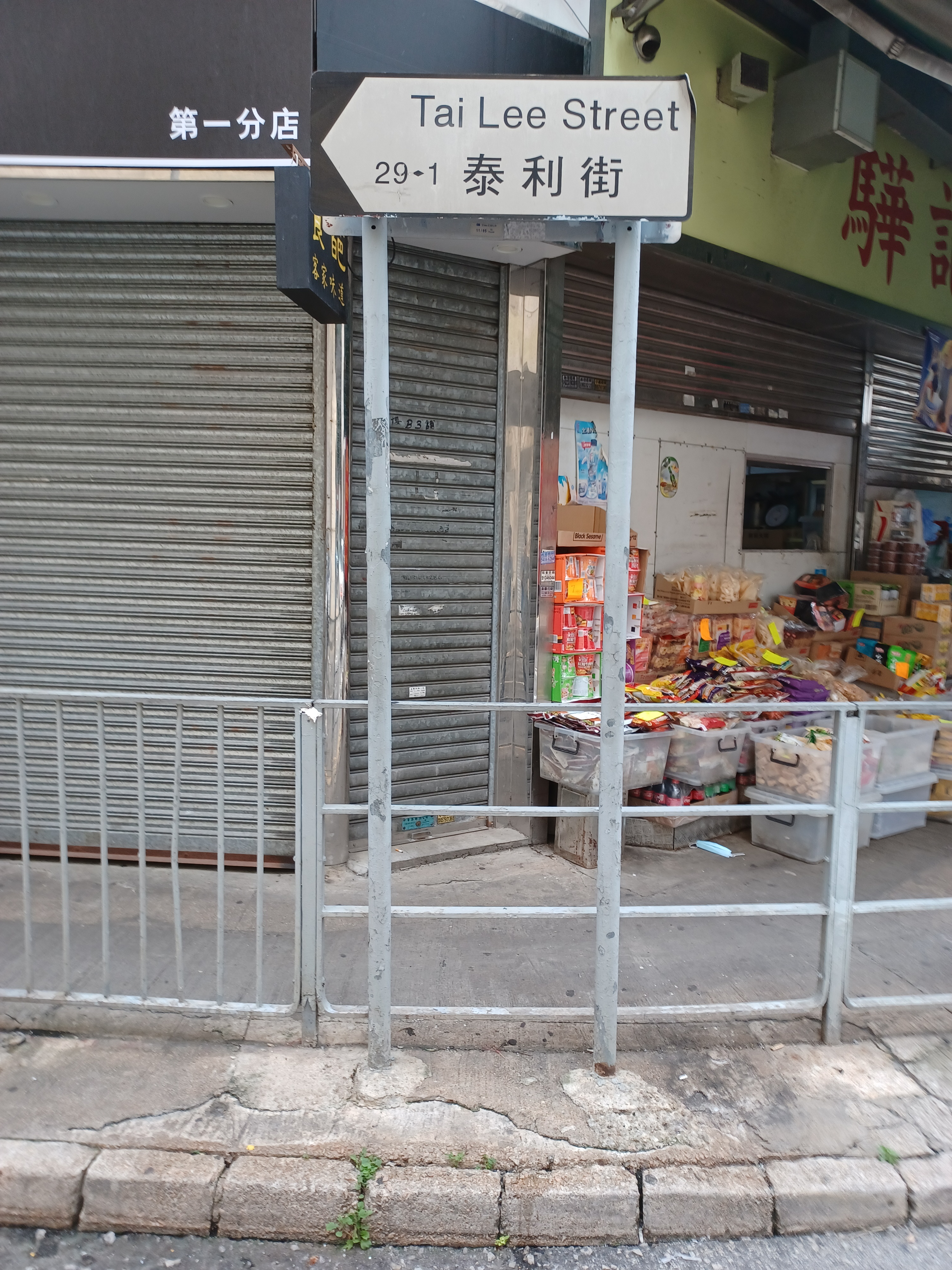
泰利街の街路名標識（2021年8月）
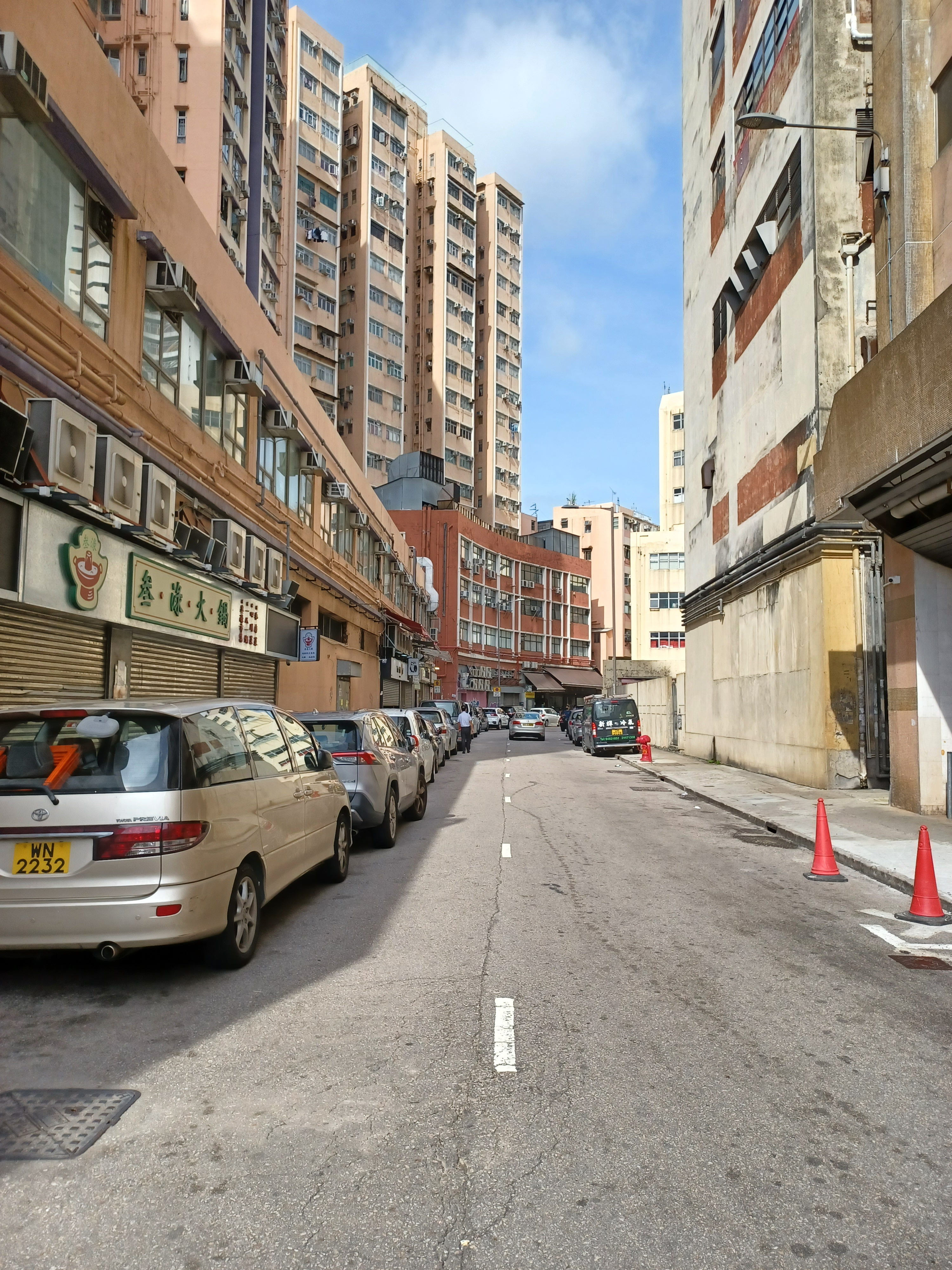
泰利街（2022年6月）
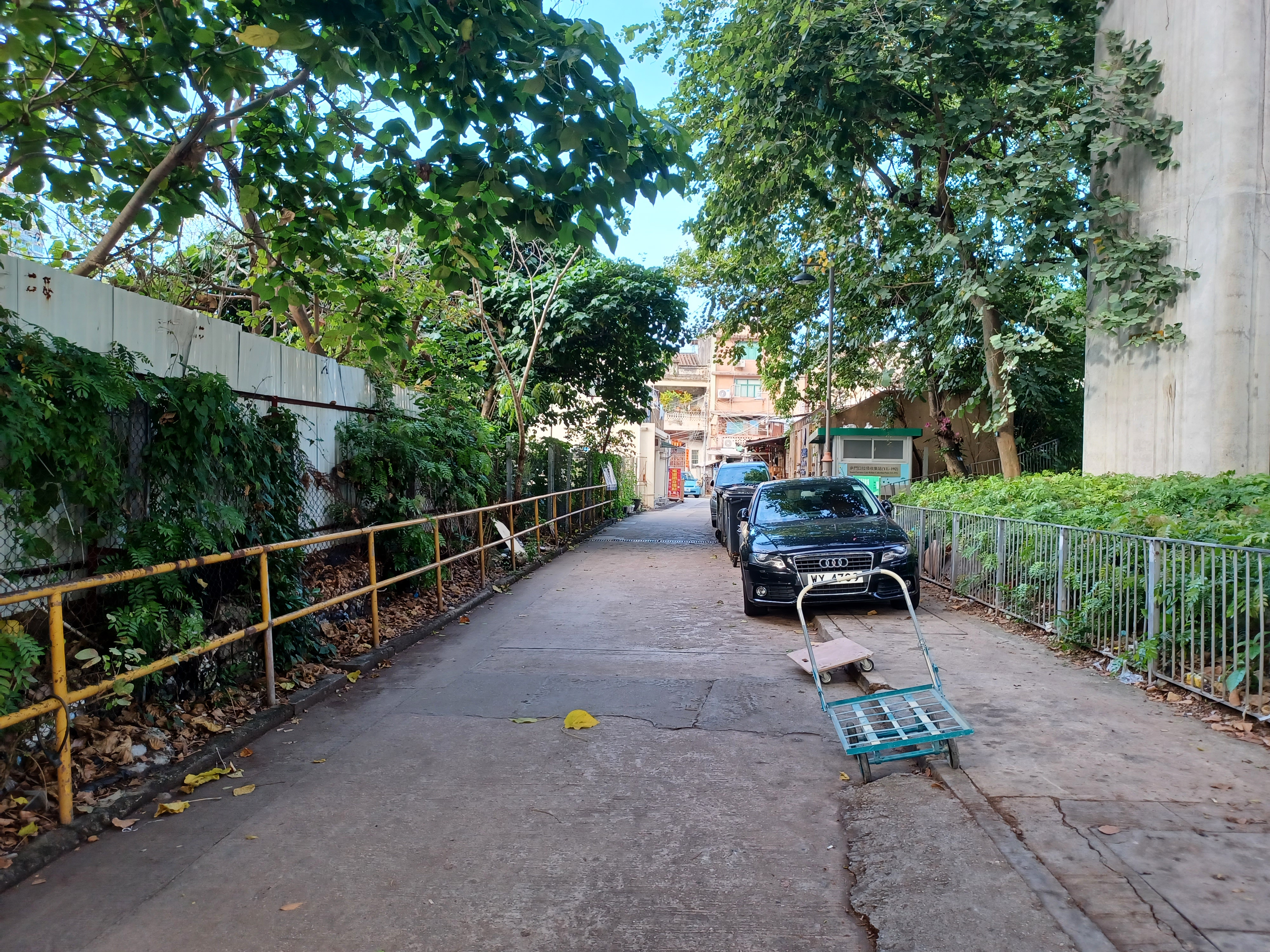
長盛街（2022年3月）
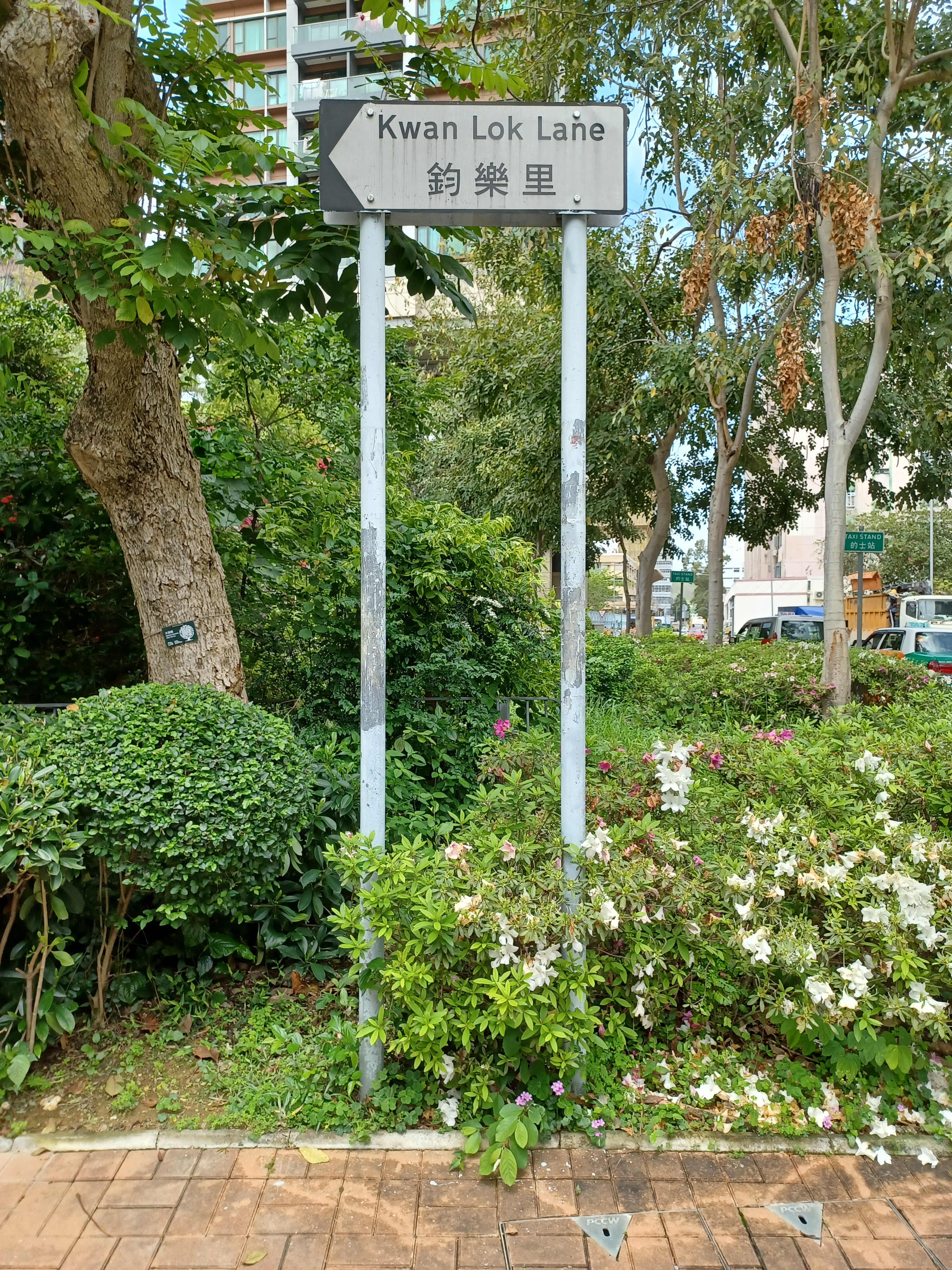
鈞楽里の街路名標識（2022年3月）
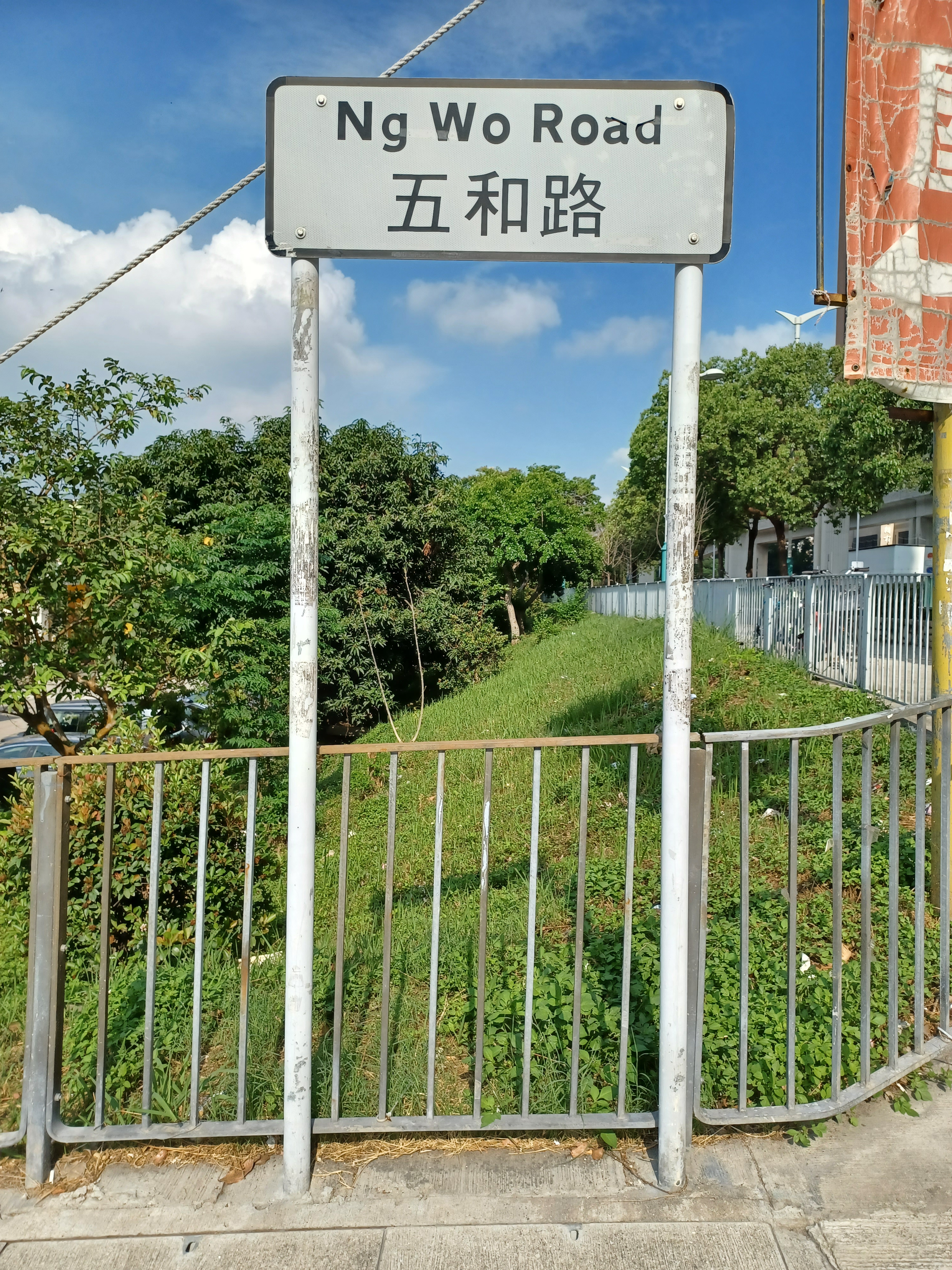
五和路の街路名標識（2022年4月）
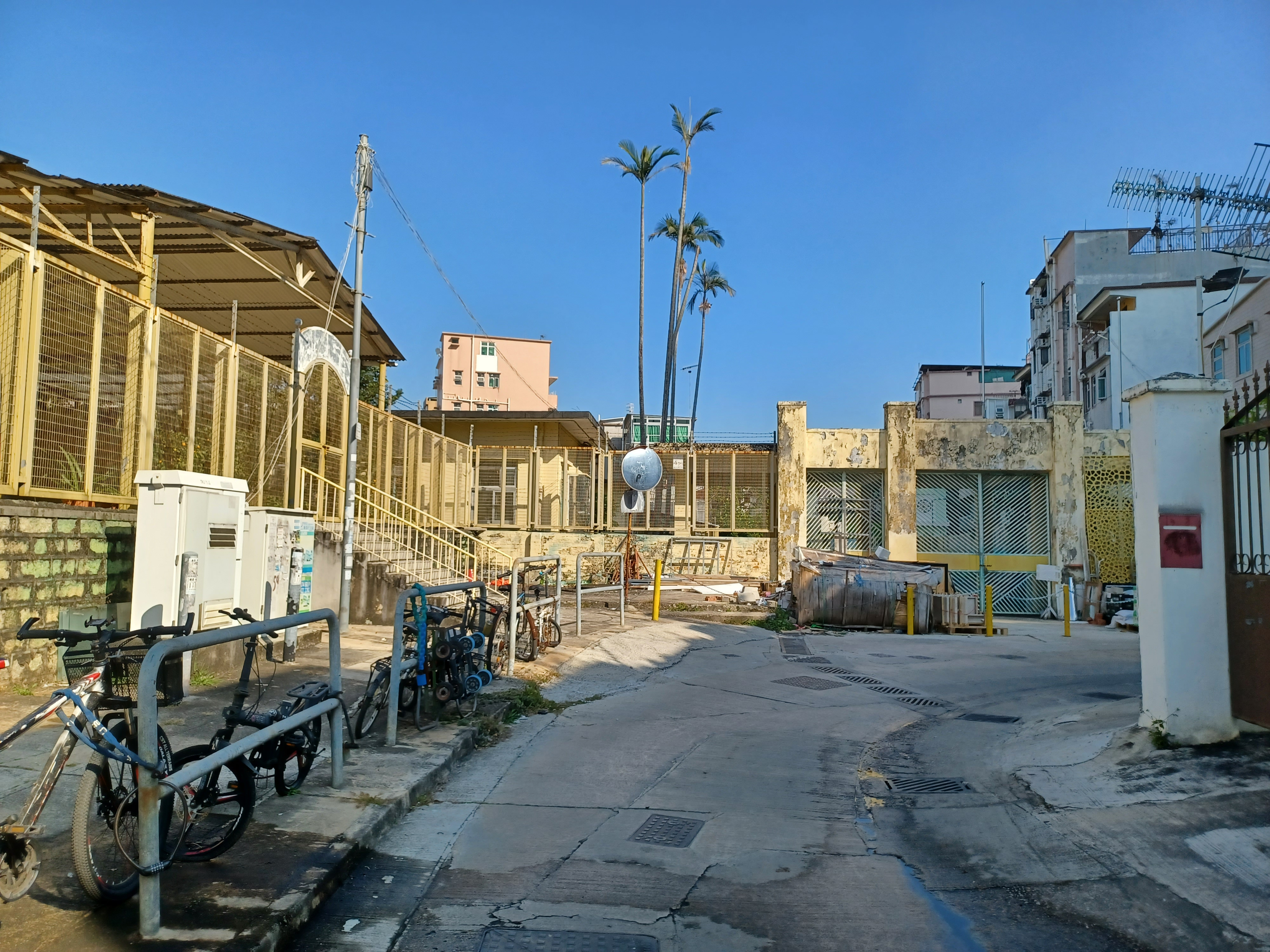
五和路付近の五和公立学校
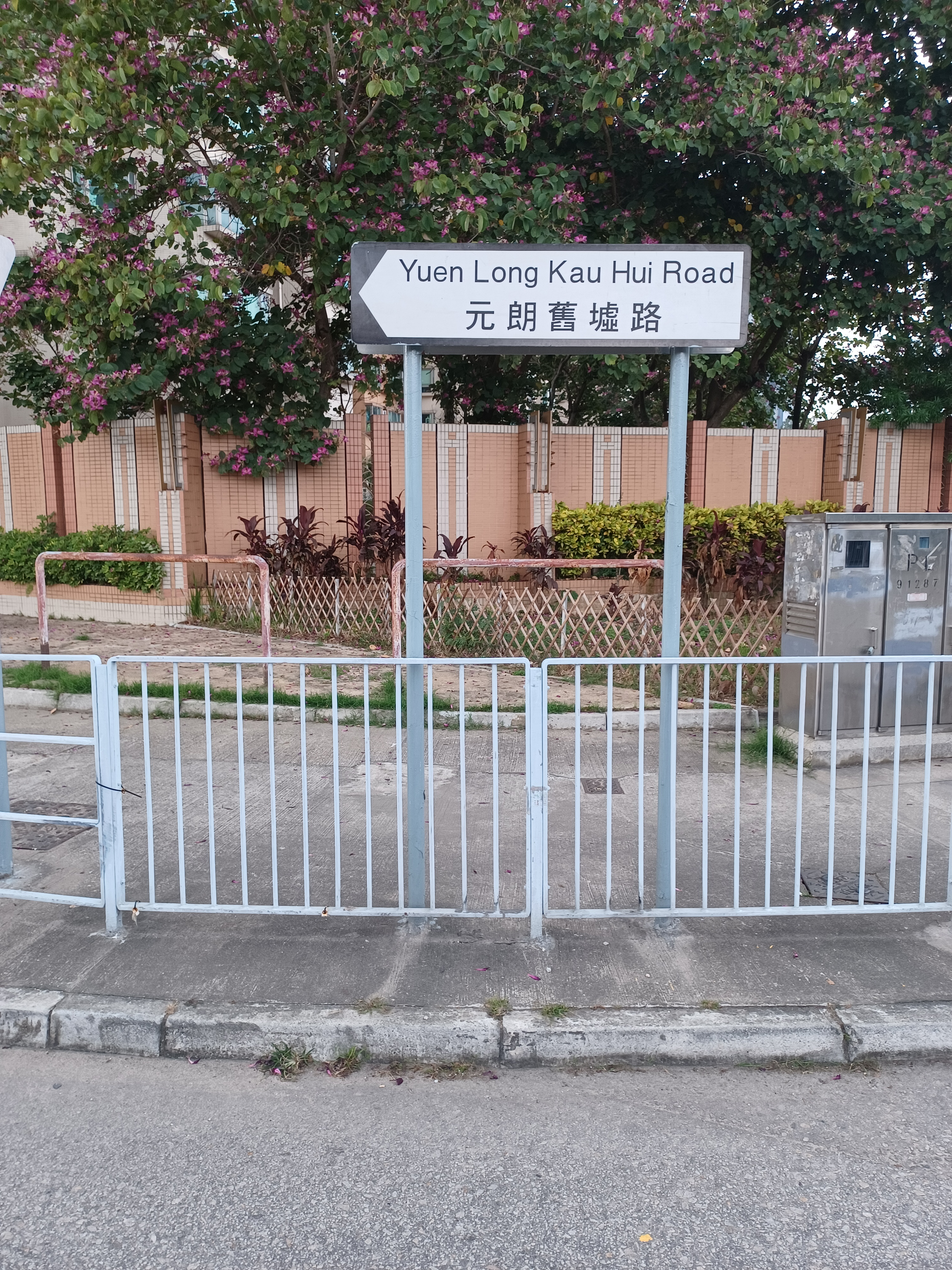
元朗旧墟路の街路名標識（2022年1月）
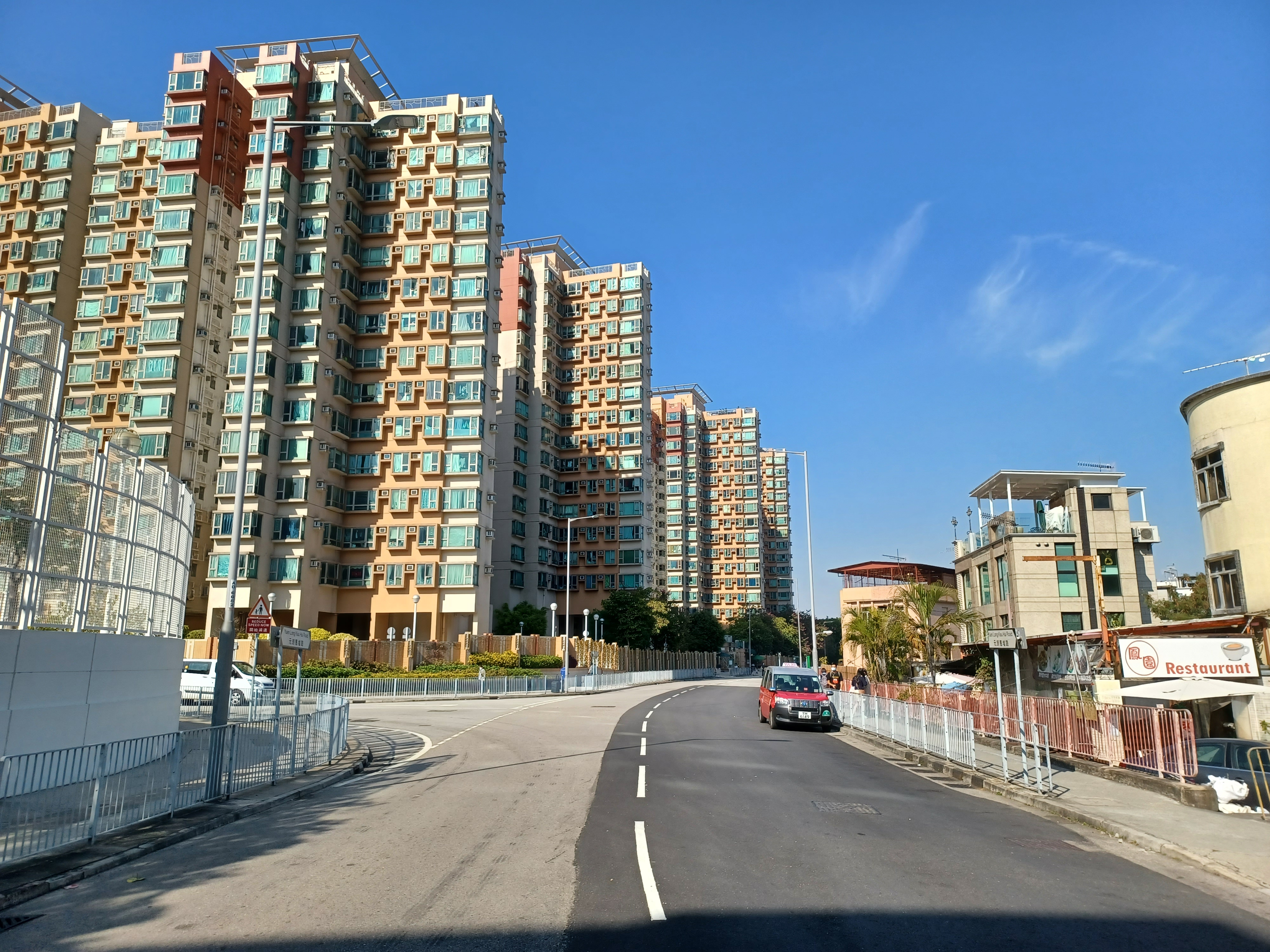
元朗旧墟路付近の鐘声学校（中国語版）